# Quốc hội Anh
Quốc hội Anh là cơ quan lập pháp của Vương quốc Anh từ thế kỷ 13 đến năm 1707 khi được thay thế bằng Quốc hội Đại Anh. Quốc hội Anh được phát triển từ Đại Hội đồng Anh gồm các giám mục và quý tộc đóng vai trò tham mưu cho các vị quân chủ Anh. Đại Hội đồng lần đầu tiên được gọi với tên Quốc hội là dưới thời kỳ trị vì của Henry III (trị. 1216–1272). Tại thời điểm này, nhà vua cần phải nhận được đồng thuận của Quốc hội trước khi đánh thuế.